# Paroisse de Saint-Bernard
Pour les articles homonymes, voir Saint-Bernard.
La paroisse de Saint-Bernard (anglais : Saint Bernard Parish) est située dans l'État américain de la Louisiane. Son siège est à Chalmette. Selon le recensement de 2020, sa population est de 43 764 habitants. Pourtant, en 2006, l'estimation de sa population était seulement de 25 489 habitants ; la paroisse a été dévastée par l'ouragan Katrina l'année précédente. Elle a une superficie de 3 118 km² de terre émergée et 8 192 km² d’eau.
Elle est enclavée entre le lac Borgne au nord, le fleuve Mississippi au sud et à l'ouest, le golfe du Mexique à l'est, la paroisse des Plaquemines au sud et la paroisse d'Orléans (La Nouvelle-Orléans) à l'ouest et au nord-ouest.   
C'est sur cette paroisse que se trouvait le village lacustre de Saint-Malo, détruit par l'ouragan de la Nouvelle-Orléans de 1915 et premier établissement de Philippins aux États-Unis (1783). Le nom vient du chef d'une révolte d'esclave, Jean Saint Malo qui se cachait dans ses bayous.

## Démographie
Lors du recensement de 2000, les 67 229 habitants de la paroisse se divisaient en 88,29 % de « Blancs », 7,62 % de « Noirs » et d’Afro-Américains, 1,32 % d’Asiatiques, 0,49 % d’Amérindiens, ainsi que 0,73 % de non-répertoriés ci-dessus et 1,52 % de personnes métissées.
La paroisse comptait 1,63 % qui parle le français ou le français cadien à la maison, soit 915 personnes parlant au moins une fois par jour la « langue de Molière ».

## Municipalités
- Arabi
- Chalmette
- Meraux
- Violet
- Caernarvon
- Poydras